# Kurokawa Keisuke
Kurokawa Keisuke (sinh ngày 13 tháng 4 năm 1997) là một cầu thủ bóng đá người Nhật Bản.

## Sự nghiệp câu lạc bộ
Kurokawa Keisuke hiện đang chơi cho Gamba Osaka.